# Gasteige
Gasteige ist eine Ortschaft in der Gemeinde Micheldorf im Bezirk Sankt Veit an der Glan in Kärnten (Österreich). Die Ortschaft hat 47 Einwohner (Stand 1. Jänner 2024). Sie liegt auf dem Gebiet der Katastralgemeinde Micheldorf.

## Lage
Die Ortschaft liegt am Südostrand der Gemeinde Micheldorf und des Friesacher Felds, an der Metnitz, zwischen der Rudolfsbahn und der Friesacher Straße.

## Geschichte
Der Ortsname soll sich vom althochdeutschen ga(h)steig ableiten, was so viel wie Gangsteig oder steiler Hohlweg bedeutet.
1616 erwarb das Bistum Gurk hier eine Taverne In der Gasteigen samt einem Hammerwerk. Das Bistum betrieb hier dann jahrhundertelang ein Eisenhammerwerk. Ab 1911 war Gasteige für einige Jahrzehnte Standort einer Papierfabrik der Fa. Karl Funder.
Auf dem Gebiet der Steuergemeinde Micheldorf liegend, gehörte der Betrieb in der Gasteige in der ersten Hälfte des 19. Jahrhunderts zum Steuerbezirk Althofen (Herrschaft und Landgericht). Bei Gründung der Ortsgemeinden Mitte des 19. Jahrhunderts kam der Ort zunächst an die Gemeinde Friesach, 1892 an die damals neu errichtete Gemeinde Micheldorf. Erst bei der Volkszählung im Jahr 1900 wurde Gasteige erstmals als eigene Ortschaft ausgewiesen. Im Zuge der Gemeindestrukturreform 1973 wurde die Gemeinde Micheldorf aufgelöst; Gasteige kam zurück an die Gemeinde Friesach. 1992 wurde die Gemeinde Micheldorf wiedererrichtet, seither gehört Gasteige wieder zur Gemeinde Micheldorf.

## Bevölkerungsentwicklung
Für die Ortschaft ermittelte man folgende Einwohnerzahlen:
- 1900: 2 Häuser, 9 Einwohner[4]
- 1910: 1 Haus, 11 Einwohner[5]
- 1923: 4 Häuser, 89 Einwohner (davon 2 Baracken mit 18 Einwohnern)[6]
- 1934: 101 Einwohner[7]
- 1961: 4 Häuser, 136 Einwohner[8]
- 1981: 7 Häuser, 53 Einwohner[9]
- 1991: 7 Häuser, 67 Einwohner[10]
- 2001: 5 Gebäude (davon 3 mit Hauptwohnsitz) mit 27 Wohnungen; 64 Einwohner und 0 Nebenwohnsitzfälle; 24 Haushalte; 7 Arbeitsstätten, 0 land- und forstwirtschaftliche Betriebe[11]
- 2011: 5 Gebäude, 43 Einwohner, 19 Haushalte, 5 Arbeitsstätten[12]
- 2021: 7 Gebäude, 44 Einwohner, 22 Haushalte, 3 Arbeitsstätten[13]